# Liste des gouverneurs d'Albanie
Voici une liste de gouverneurs d'Albanie.

## Superviseurs de la Commission Internationale de Contrôle
- 22 janvier 1914-7 mars 1914 : Léon Alphonse Thaddée Krajewski (France)
- 22 janvier 1914-7 mars 1914 : Harry Harling Lamb (Royaume-Uni)
- 22 janvier 1914-7 mars 1914 : Alessandro Leoni (Italie)
- 22 janvier 1914-7 mars 1914 : Myfit Bej Libohova (Albanie)
- 22 janvier 1914-7 mars 1914 : Petrayev (Russie)
- 22 janvier 1914-7 mars 1914 : Petrovic (Autriche-Hongrie)
- 22 janvier 1914-7 mars 1914 : Winckel (Allemagne)

## Commandant militaire d'Autriche-Hongrie
- Septembre 1918-13 novembre 1918 : Karl Frieherr von Pflanzer-Baltin

## Hauts-commissaires d'Italie
- 1920 : Castoldi
- 1920-3 septembre 1920 : Gaetano Conti Manzoni

## Envoyés extraordinaires et ministres plénipotentiaires d'Italie
- 9 mars 1926-1927 : Pompeo Barone Aloisi
- 4 juillet 1927-1930 : Ugo Sola
- 1930-1932 : Antonio Marchese Meli-Lupi di Soragna
- Novembre 1932-1934 : Armando Odatino Koch
- 1934-1936 : Mario Barone Indelli
- 9 septembre 1936-22 avril 1939 : Francesco Jacomoni di San Savino

## Lieutenants-généraux
- 22 avril 1939-Mars 1943 : Francesco Jacomoni di San Savino
- Mars 1943-8 septembre 1943 : Alberto Pariani

## Commandant militaire d'Allemagne
- 8 septembre 1943-31 mai 1944 : Theodor Geib

## Directeur-général d'Allemagne
- 1er juin 1944-2 octobre 1944 : Otto Gullmann

## Commandants de la Force Multinationale de Protection
- Avril 1997-14 août 1997 : Luciano Forlani (Italie)